# Diamond Dogs, Turquoise Days
Cet article court présente un sujet plus développé dans : Diamond Dogs (cycle des Inhibiteurs) et Turquoise Days.
Diamond Dogs, Turquoise Days (titre original : Diamond Dogs, Turquoise Days) est un recueil de deux romans courts de science-fiction écrites par Alastair Reynolds publié au Royaume-Uni en 2003. Ces deux nouvelles, Diamond Dogs et Turquoise Days, se déroulent dans l’univers du cycle des Inhibiteurs.